# Carteriella
Carteriella es un género de foraminífero bentónico de la familia Haplophragmoididae, de la superfamilia Lituoloidea, del suborden Lituolina y del orden Lituolida. Su especie tipo es Carteriella manelobasensis. Su rango cronoestratigráfico abarcaba desde el Carniense hasta el Noriense superior (Triásico superior).

## Discusión
Clasificaciones previas incluirían Carteriella en el suborden Textulariina del orden Textulariida, o en el orden Lituolida sin diferenciar el suborden Lituolina.

## Clasificación
Carteriella incluye a la siguiente especie:
- Carteriella manelobasensis †